# Anredera vesicaria
Anredera vesicaria är en klättrande ranka i släktet madeirarankor (Anredera) och familjen malabarspenatväxter (Basellaceae). Den beskrevs först av Jean-Baptiste de Lamarck, och fick sitt nu gällande namn av Carl Friedrich von Gärtner. Inga underarter finns listade i Catalogue of Life.

## Utbredning
Arten är inhemsk i Amerika, från Texas till Venezuela och Florida till Västindien. Den växer framför allt på låg höjd och odlas ibland som trädgårdsväxt, varför den ibland påträffas som förvildad även i andra tropiska och subtropiska delar av världen.